# Michele Alverà
Michele Alverà (Cortina d'Ampezzo, 5 settembre 1929 – Cortina d'Ampezzo, 18 luglio 1991) è stato un bobbista italiano, atleta ampezzano attivo nei primi anni cinquanta. Michele era fratello degli atleti olimpionici Silvio ed Albino. Tutti tre i fratelli parteciparono alla stessa olimpiade Oslo 1952..
Partecipa ai Campionati mondiali di bob nel 1950 e alle Olimpiadi di Oslo nel 1952.